# Броквей (Пенсільванія)
Броквей (англ. Brockway) — місто (англ. borough) в США, в окрузі Джефферсон штату Пенсільванія. Населення — 2276 осіб (2020).

## Географія
Броквей розташований за координатами 41°14′50″ пн. ш. 78°47′35″ зх. д. / 41.24722° пн. ш. 78.79306° зх. д. (41.247209, -78.792939).  За даними Бюро перепису населення США в 2010 році місто мало площу 3,05 км², з яких 2,96 км² — суходіл та 0,08 км² — водойми.

## Демографія
Згідно з переписом 2010 року, у селищі мешкали 2072 особи в 909 домогосподарствах у складі 546 родин. Густота населення становила 680 осіб/км².  Було 996 помешкань (327/км²).
Расовий склад населення:
| - 98,8 % — білих - 0,2 % — азіатів - 0,1 % — чорних або афроамериканців |

До двох чи більше рас належало 0,8 %. Частка іспаномовних становила 0,3 % від усіх жителів.
За віковим діапазоном населення розподілялося таким чином: 21,3 % — особи молодші 18 років, 56,2 % — особи у віці 18—64 років, 22,5 % — особи у віці 65 років та старші. Медіана віку мешканця становила 43,3 року. На 100 осіб жіночої статі у селищі припадало 88,4 чоловіків;  на 100 жінок у віці від 18 років та старших — 88,1 чоловіків також старших 18 років.
Середній дохід на одне домашнє господарство  становив 51 644 долари США (медіана — 40 438), а середній дохід на одну сім'ю — 63 230 доларів (медіана — 56 316). Медіана доходів становила 42 134 долари для чоловіків та 25 929 доларів для жінок. За межею бідності перебувало 13,8 % осіб, у тому числі 16,6 % дітей у віці до 18 років та 11,3 % осіб у віці 65 років та старших.
Цивільне працевлаштоване населення становило 902 особи. Основні галузі зайнятості: освіта, охорона здоров'я та соціальна допомога — 31,8 %, виробництво — 15,3 %, роздрібна торгівля — 10,1 %, науковці, спеціалісти, менеджери — 9,6 %.